# Ђеремеас (Каљари)
Ђеремеас је насеље у Италији у округу Каљари, региону Сардинија.
Према процени из 2011. у насељу је живело 19 становника. Насеље се налази на надморској висини од 61 м.